# Wernstein am Inn
Wernstein am Inn település Ausztriában, Felső-Ausztria tartományban, a Schärdingi járásban, területe 16 km².

## Fekvése
Tengerszint feletti magassága 319 méter. Wernstein am Inn Schardenberg, Brunnenthal, Neuhaus am Inn és Neuburg am Inn településekkel határos.

## Népesség
Lakosainak száma 1566 fő (2018. január 1.).